# Oslavskoïe
Oslavskoïe (en russe : Ославское, Oslavskoïe) est un village de l'oblast de Vladimir, en Russie. Il est situé dans le raïon de Souzdal, à 13 km au nord-est de Vladimir. Sa population s'élevait à 694 habitants en 2021, et il est rattaché à la municipalité de Bogolioubovo.

## Géographie
Le village d'Oslavskoïe se situe dans l'oblast de Vladimir, au sein du cœur de la Russie européenne qu'est l'Anneau d'or, vaste région agricole, culturelle et historique. Le village se situe dans le raïon de Souzdal, au nord-est de Vladimir, à 13 km au nord-est, et à 190 km au nord-est de Moscou. Il se trouve plus précisément dans la région naturelle et historique de l'Opolié, et de l'autre côté de la Nerl se trouve la Polésie de Vladimir.
Le village est rattaché à la municipalité de Bogolioubovo, à 3 km au nord de cette commune. Il est baigné par la rivière Nerl, en étant sur sa rive droite, et qui est un affluent de la Volga. Le village est un peu vallonné, et est entouré de champs. La route régionale 17N-706 relie le village à Bogolioubovo, où passe la R132 vers Vladimir et Nijni Novgorod.

Deux petites rivières se jetant dans la Nerl traverse le village, avec la Solovoukha (anciennement la Voropaïevka), longue de 7 km, et un affluent de la Solovoukha nommé la Vytcheslavka, elle longue de 4,5 km.
| Borissovskoïe | Poretskoïe | Dobrynskoïe |
| Souvorotskoïe | Oslavskoïe | Dobrynskoïe |
| Novoïe        | Novoïe     | Lemechki    |

## Histoire

### Tsarat russe
La date de fondation du village n'est pas connue, mais il n'est pas exclu que sa fondation remonte à l'Antiquité ou au Haut Moyen Âge, le village étant situé sur la rive de la Nerl, alors une voie commerciale. Des traces remontent au haut Moyen Âge, avec 7 petits kourganes, ainsi que d'autres du XIe au XVe siècle, prouvant l'existence d'habitation pendant la principauté de Vladimir-Souzdal.
Le village est attesté pour la première fois en 1619, lorsqu'il apparaît sur une charte conclue entre le tsar Michel Ier et le Monastère de Bogolioubovo sur les terres octroyées à ce monastère daté du 28 juillet 1619 a.s. Il y est refait mention dans d'autres chartes, avec en 1622 entre le tsar et le patriarche Fédor Romanov sur le monastère et ses terres à ce monastère, et en 1634, ainsi que dans un livre de 1628.
Dans le livre cadastrale de l'ouïezd de Pereslavl-Zalesski de Grigory Andreïevitch Chekhonsky, premier livre parvenu à notre époque décrivant la région de Vladimir, de Pereslavl et de Koltchouguino, il est fait mention du village. Dans le livre, publié entre 1644 et 1647 , il est dit qu'il y a 72 paysans avec leurs enfants et leurs grands-parents, et 37 autres personnes, dont une veuve. Il y avait 596 tchets de terres labourées, et 20 de jachère.
En 1674, un oukase du tsar Alexis Ier détermine les devoirs des paysans envers le monastère de Bogolioubovo.
En 1682, une petite révolte éclata dans le village face au monastère qui imposait trop de charges, mais ils arrêtèrent lorsqu'un oukase royal menaça de battre les insurgés avant de les tuer.
En 1687, le village avec d'autres terres monastiques sont concédés par Alexis Ier au patriarche de Moscou Joachim de Moscou. À ce moment-là, il y a 84 ménages habitants le village.
Cette même année, l'inventaire de l'église est fait pour la première fois. Elle s'appelle alors Preobrajenskaï dans l'inventaire, même s'il est attesté qu'elle était bien dédiée à saint Nicolas déjà à cette époque.
Une nouvelle église en bois est construite à Oslavskoïe en 1711, consacrée à saint Nicolas le Merveilleux. L'ancienne église en bois est démontée en 1726 et transportée à Lemecheki, un village à 2 km au sud-est.

### De l'Empire russe au XXIe
La réforme de sécularisation de 1764 (ru) menée par Catherine II en supprimant les terres monastiques au profit de l'État, permet au village de ne plus être une propriété de l'Église.
En 1778, l'ouïezd de Vladimir (en) est créé, et le village y est rattaché. En 1796, l'ouïezd devient une division du gouvernement de Vladimir.

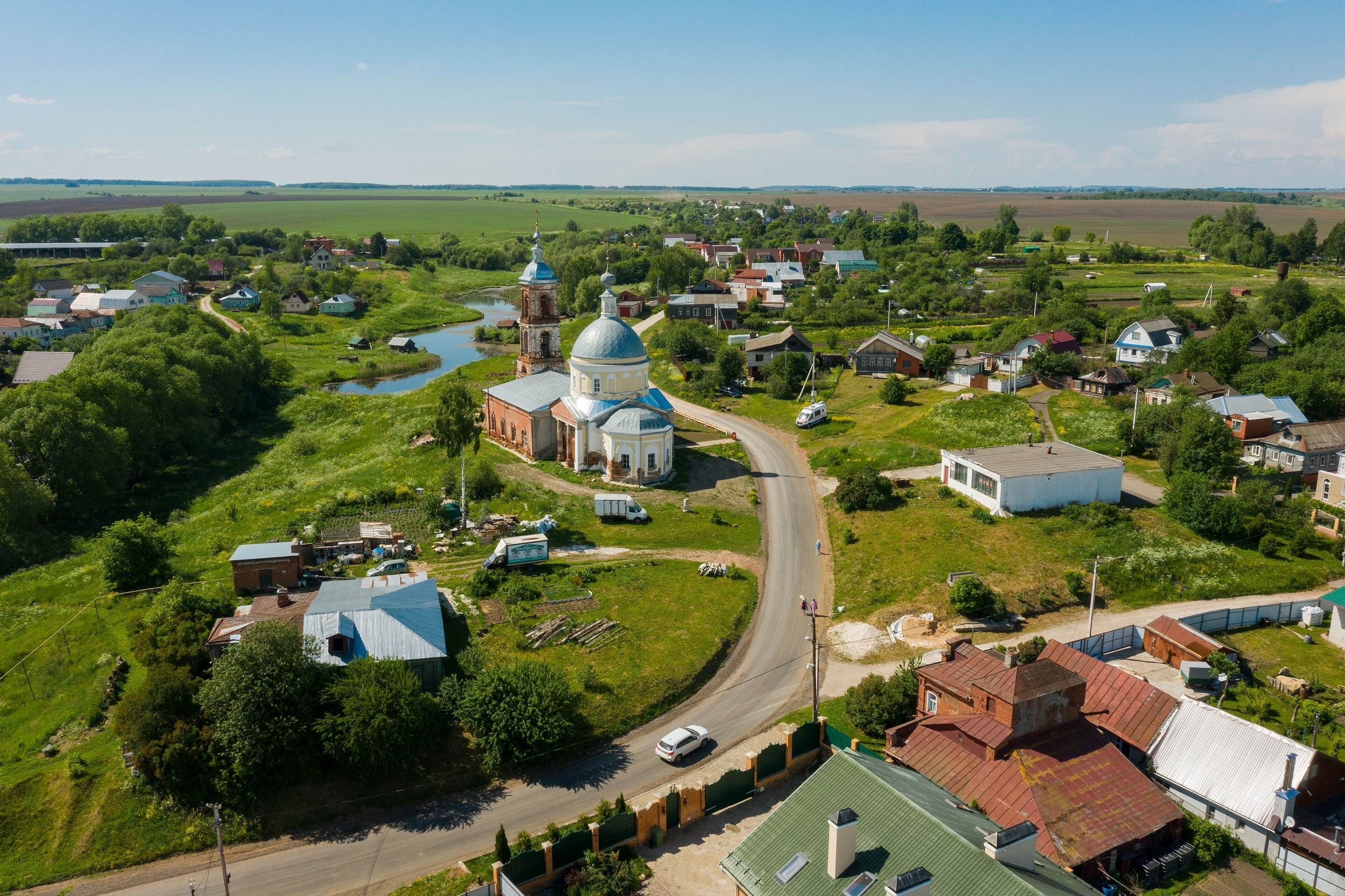
L'église avec le village et un des deux ruisseaux.

En 1816, l'archevêque Xénophont (ru) de Vladimir autorise la construction d'une église en pierre dans le village. La nef est achevée en 1819, et l'église est sacralisée en 1827.
Lors de l'abolition du servage en Russie en 1861, et village était peuplé (en 1859) de 148 ménages, comprenant en tout 850 personnes. Il y avait alors 399 hommes et 451 femmes, avec l'agriculture comme activité économique principale. En 1860, une école paroissiale est ouverte, mais gérée par le zemtsvo régional. En 1872, la nef de l'église est agrandie.
En 1902, un don fut fait d'un marchand moscovite pour rénover l'église.
En 1929, le village est rattaché au selsoviet de Novosselovo. Une ferme collective est créée l'année suivante, nommée d'après Staline, et en 1941, un atelier de poterie est créé.
Dans les années 1930, l'église du village est fermée.
En 1965, le raïon de Souzdal est créé et il absorbe le village.
En 2010, les restaurations de l'église ont commencé, et elle est actuellement active.

## Population et société

### Démographie
Le village a subi l'exode rural au XXe siècle, mais il s'est arrêté au début du XXIe siècle, le village étant devenu lié à l'agglomération de Vladimir. En 2010, le village était peuplé de 336 habitants, dont 159 hommes (47,3 %) et 177 femmes (52,7 %), et il y avait 694 habitants en 2021, soit un doublement de la population en onze ans.

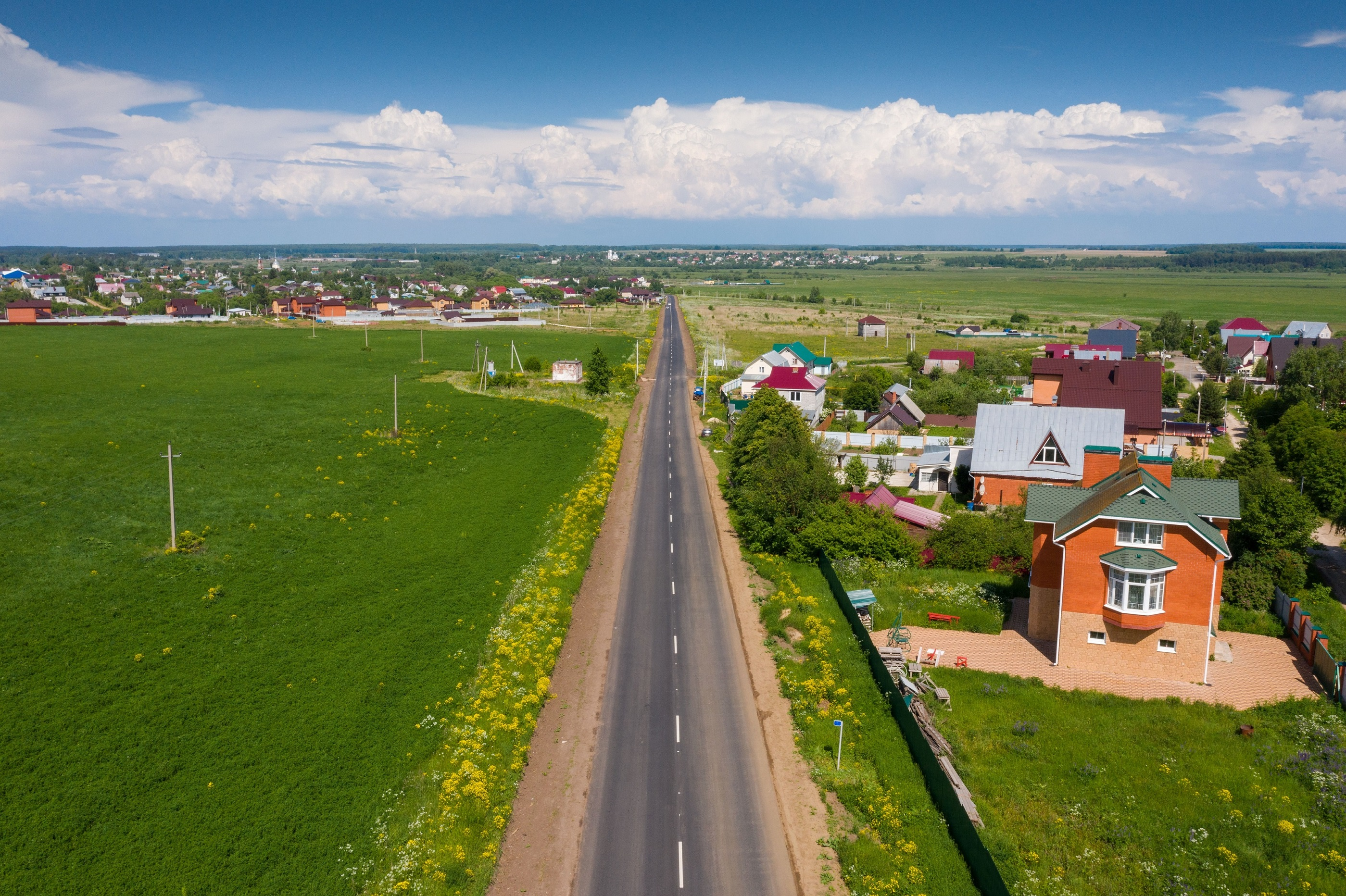
La route 17N-706 arrivant au village (au fond à gauche).

Recensements de la population,,,,,,:
| 1646  | 1859 | 1897* | 1905  |
| ----- | ---- | ----- | ----- |
| 109 † | 850  | 941   | 1 062 |

| 1926* | 2002* | 2010* | 2021* |
| ----- | ----- | ----- | ----- |
| 882   | 287   | 336   | 694   |

### Religion
Le village dispose d'une église dédiée à saint Nicolas le Merveilleux, dont l'édifice actuel a été sacralisé en 1827. Il y a trois icônes à l'intérieur, l'une envers Notre-Dame de Kazan, une autre en l'honneur de l'Archange Michel et une dernière en l'honneur de saint Nicolas le Merveilleux. L'église a conservé nombreux documents du village, dont des registres de naissance remontant à plus de 200 ans et l'église possède une maison pour son prêtre. À l'arrière de l'église se trouve un clocher en pierre avec une coupole,.

## Économie et transport

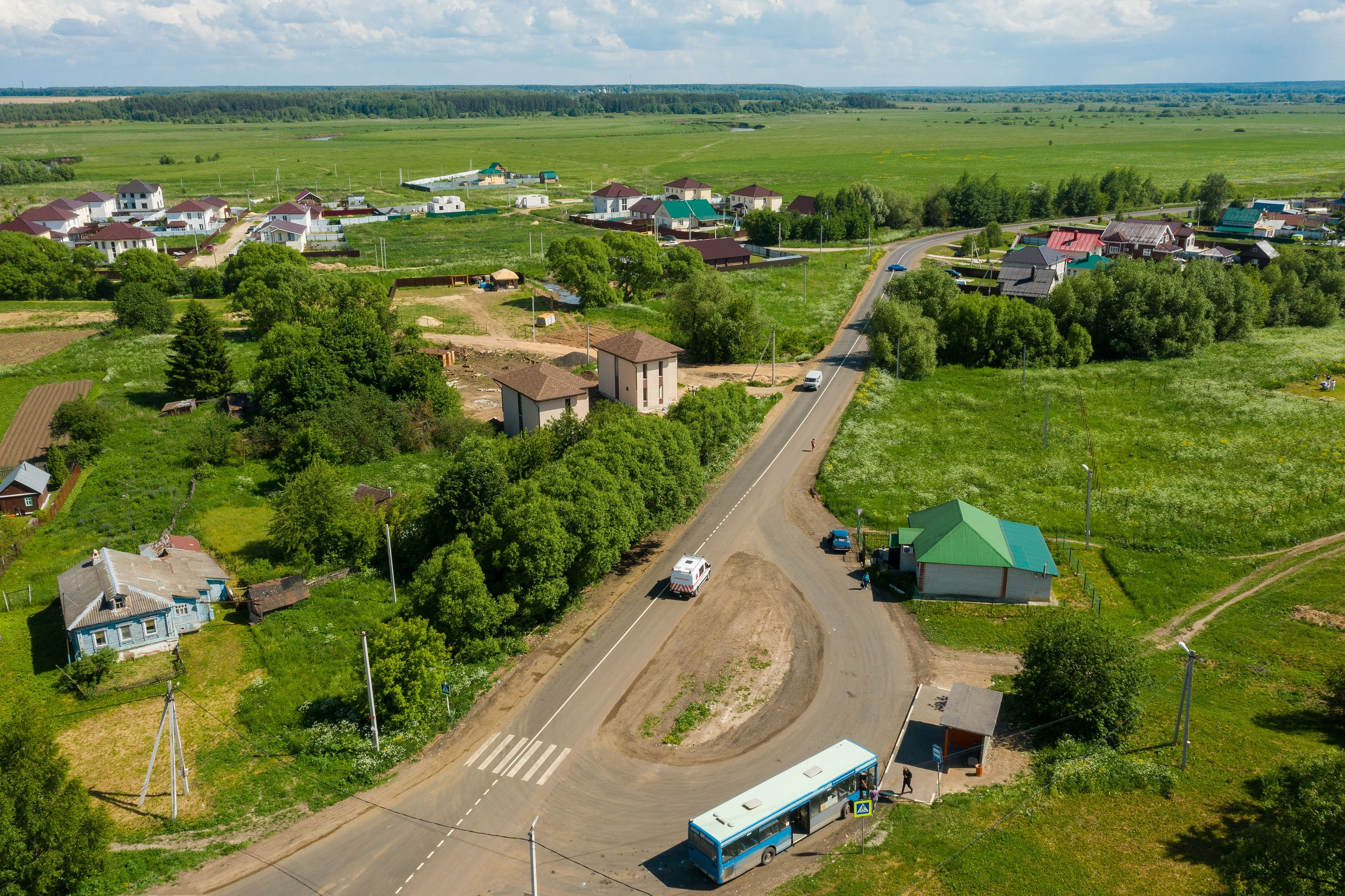
Terminus de la ligne 152 dans le village.

L'économie du village, bien qu'ayant été longtemps tournée vers l'agriculture, s'en détache aujourd'hui. Oslavskoïé est devenu un village satellite de la ville de Vladimir, et son économie en dépend désormais. Depuis 2014 fonctionne une entreprise de transport et depuis 2020 une entreprise de BTP, d'approvisionnement en eau et en gaz et en assainissement.
La route régionale 17N-706 relie le village à Bogolioubovo, d'où passe la route fédérale R132 vers Vladimir et Nijni Novgorod. Depuis Bogolioubiovo, la route fédérale M7 peut être rejointe en 26 km vers Nijni Novgorod. En direction de Moscou, il faut 30 km depuis Bogolioubovo pour rejoindre la route fédérale M7 ou l'autoroute M12. Des chemins de terre vont du village à ceux de Souvorotskoïé et de Pourotskoïé. Il y a 21 rues dans le village.
La ligne de bus 152 commence au village, et traverse Bogolioubovo puis le centre-ville de Vladimir pour finir le 8e quartier du Sud-Ouest de Vladimir. À Bogolioubovo, les lignes 3s, 18s, 53 et 102 traversent le village.